# Metropolia Ibagué
Metropolia Ibagué – metropolia rzymskokatolicka w Kolumbii utworzona 14 grudnia 1974 roku.

## Diecezje wchodzące w skład metropolii
- Archidiecezja Ibagué
  - Diecezja Espinal
  - Diecezja Garzón
  - Diecezja Líbano–Honda
  - Diecezja Neiva

## Biskupi
- Metropolita: abp Orlando Roa Barbosa (od 2020) (Ibagué)
- Sufragan: bp Miguel Fernando González Mariño (od 2021) (Espinal)
- Sufragan: sede vacante (od 2022) (Garzón)
- Sufragan: bp José Luis Henao Cadavid (od 2015) (Líbano)
- Sufragan: bp Marco Antonio Merchán Ladino (od 2023) (Neiva)

## Główne świątynie metropolii
- Archikatedra Niepokalanego Poczęcia NMP w Ibagué
- Katedra Matki Boskiej Różańcowej w Espinal
- Katedra Matki Boskiej z Lourdes w Florencia
- atedra św. Michała Archanioła w Garzón
- Katedra Matki Boskiej z Góry Karmel w Líbano
- Katedra Niepokalanego Poczęcia w Neiva